# Воєводин (струмок)
Воєводин — струмок (річка) в Україні у Перечинському районі Закарпатської області. Права притока струмка Шипоту (басейн Дунаю).

## Опис
Довжина струмка приблизно 7,92 км, найкоротша відстань між витоком і гирлом — 5,53  км, коефіцієнт звивистості річки — 1,43 . Формується багатьма струмками.

## Розташування
Бере початок на південно-західних схилах гори Полонина Руна (1479,7 м). Тече переважно на північний схід понад горами Менчул (1294,4 м) та Руна-Плай (1227,0 м) і впадає у Шипіт, ліву притоку річки Тур'ї.

## Цікаві факти
- На струмку розташований водоспад Воєводин[2] та ще декілька водоспадів на лівих притоках струмка[3].